# Can Porcioles
Can Porcioles és una masia situada al nucli urbà de Crespià, entre la riera i la plaça del Monestir.
La masia té tres cossos, un que travessa el carrer de la Riera amb una porxada a la part inferior, el cos central i l'accés per dos patis. Hi destaquen els arcs que formen les obertures del cos central i la volta de pedra que forma la pallissa.
El fons documental del mas Porcioles es troba a l'Arxiu Nacional de Catalunya.